# Magik Two: Story of the Fall
Magik Two: Story of the Fall is de tweede cd uit de Magik-reeks van DJ Tiësto. De cd verscheen in 1998.
Net als de rest van de cd's uit deze reeks is ook deze cd een "live turntable mix", oftewel de cd is opgenomen terwijl Tiësto de platen mixte.

## Tracklist
1. Delegate en Emo-Trance - Return to Tazmania (5:35)
2. Dominion - Fortunes [Mix] (3:57)
3. Allure - Rejected (4:25)
4. VDM - Domino Runner (4:24)
5. HH - Planetary (4:10)
6. Clear View - Cry for Love (4:52)
7. Swimmer - Stand By (6:14)
8. Malcolm McLaren - The Bell Song [Lakme Dub] (3:41)
9. Binary Finary - 1998 (3:41)
10. Dos Deviants - Elevate (6:26)
11. Luke Cage - Dwanbraker (4:00)
12. Taucher - Water [Phase III] (5:13)
13. Groovezone - I Love the Music (5:03)
14. Lord Of Tranz en Dj Hoxider - Trancestors [Original Mix] (4:20)
15. Hammock Brothers - Earth (4:33)
16. Control Freaks - Subspace Interference (3:15)